# Maidstone
Maidstone er grevskabshovedstad (County town) i Kent, i det sydøstlige England. Byen ligger 51 km fra London, og er det økonomiske, administrative centrum i grevskabet og i distriktet Maidstone.
Distriktet har et befolkningstal på omkring 140.000 (folketælling 2001: 138.948). Den lå oprindeligt på én side af floden Medway, men dækker nu områder på begge sider af flodlejet. 
Byen har navn efter stenbruddene i omegnen. De ældste går tilbage til romersk tid, og enkelte er fortsat i drift.
Omkring 8 km sydøst for byen ligger Leeds Castle, der Edvard 1.'s favoritresidens, mens han var i besiddelse af det.
51°16′18″N 0°31′46″Ø / 51.2717°N 0.5294°Ø